# Бьянчотти, Эктор
Э́ктор Бьянчо́тти ( Héctor Bianciotti; 18 марта 1930, Луке — 11 июня 2012, Париж) — аргентинский и французский писатель итальянского происхождения.

## Биография
Сын эмигрантов из Пьемонта. Учился во францисканской семинарии в провинции Буэнос-Айрес. Дебютировал книгой стихов в 1955. В том же году покинул страну, жил в Италии, Испании, с 1961 — во Франции. В 1950-е — 1960-е годы несколько раз снялся в кино, в том числе — в фильме Леопольдо Торре Нильссона Дни ненависти (1954, по новелле Борхеса Эмма Цунц). Работал в издательстве Галлимар. Как литературный критик регулярно печатался в La Quinzaine littéraire, позднее — в Le Nouvel Observateur, с 1986 — в Le Monde. Опубликовал на испанском языке несколько романов, пьесу. В 1981 получил французское гражданство, полностью перешел на французский язык.

## Книги
- Salmo en las calles (1955, стихи)
- Золотые пустыни/ Los desiertos dorados (1965, роман)
- Detrás del rostro que nos mira (1969)
- Claridad desierta (1972, стихи)
- Ritual (1972, предисловие Северо Сардуя)
- В поисках сада/ La busca del jardín (1977)
- Любовь никто не любит/ El amor no es amado (1983, новеллы; французская премия за лучшую иностранную книгу)
- Sans la miséricorde du Christ (1985, роман, премия Фемина)
- Seules les larmes seront comptées (1988)
- То, что ночь рассказывает дню/ Ce que la nuit raconte au jour (1992, первая часть автобиографической трилогии)
- Такой неторопливый шаг любви/ Le Pas si lent de l’amour (1995, вторая часть автобиографической трилогии)
- Как след птицы в воздухе/ Comme la trace de l’oiseau dans l’air (1999, заключительная часть автобиографической трилогии)
- Страсть крупным шрифтом/ Une passion en toutes lettres (2001, эссе о писателях и литературные хроники)
- Ностальгия по храму/ La nostalgie de la maison de Dieu (2003, роман)

## Признание
Премия Медичи за иностранную книгу (1977), стипендия Гуггенхайма (1979), премия за лучшую иностранную книгу (1983), премия принца Монако (1993), премия французского языка (1994), Средиземноморская премия (1996) и др. Офицер ордена Почётного легиона, офицер французского ордена «За заслуги», член Французской Академии (1996).